# GUNKAN東新宿ビル
GUNKAN東新宿ビル（グンカンひがししんじゅくビル）は、東京都新宿区大久保一丁目に所在する建築物である。旧名称は「第3スカイビル」、「ニュースカイビル」で、「軍艦マンション」、「鉄のマンション」とも呼ばれた。2024年に解体が予定されている。

## 概要
陸軍船舶兵出身の渡邊洋治が設計を担当し、「軍艦マンション」と通称された通り、全体に軍艦をイメージしたデザインとなっている。各階のY字状の廊下に6畳の鉄製居室ユニット150基が取り付けられ、エアコンの室外機の設置を目的とした小さなベランダが設けられている。艦橋のミサイルのように塔屋に取り付けられた円筒形の物体は、受水槽である。
明治通りと職安通りが交差する新宿七丁目交差点から西に入った位置にあり、南側の向かいは歌舞伎町である。最寄り駅は都営地下鉄大江戸線および東京メトロ副都心線の東新宿駅。
老朽化のため解体も検討されていたが、ビルのオーナーチェンジに伴い、2010年初夏にリノベーションプロジェクトが開始、2011年2月にはお披露目イベント「GUNKAN crossing」が催された。
名称は「GUNKAN東新宿ビル」に、外部の塗装はシルバーメタリックからグレーと淡い緑色に変更された。下層階はオフィス、中層階はSOHO、上層階はシェアハウスという配置となった。

## その他
- 2009年にDOCOMOMO Japanより日本におけるモダン・ムーブメントの建築[7]に選定された。
- リアル脱出ゲームの東新宿店が入居している。
- 渡邊洋治は第3スカイビルの他に、第2と第5も設計した。第2は新宿5-10-1にある。第5は現存しない。

## ギャラリー

### 2024年の様子

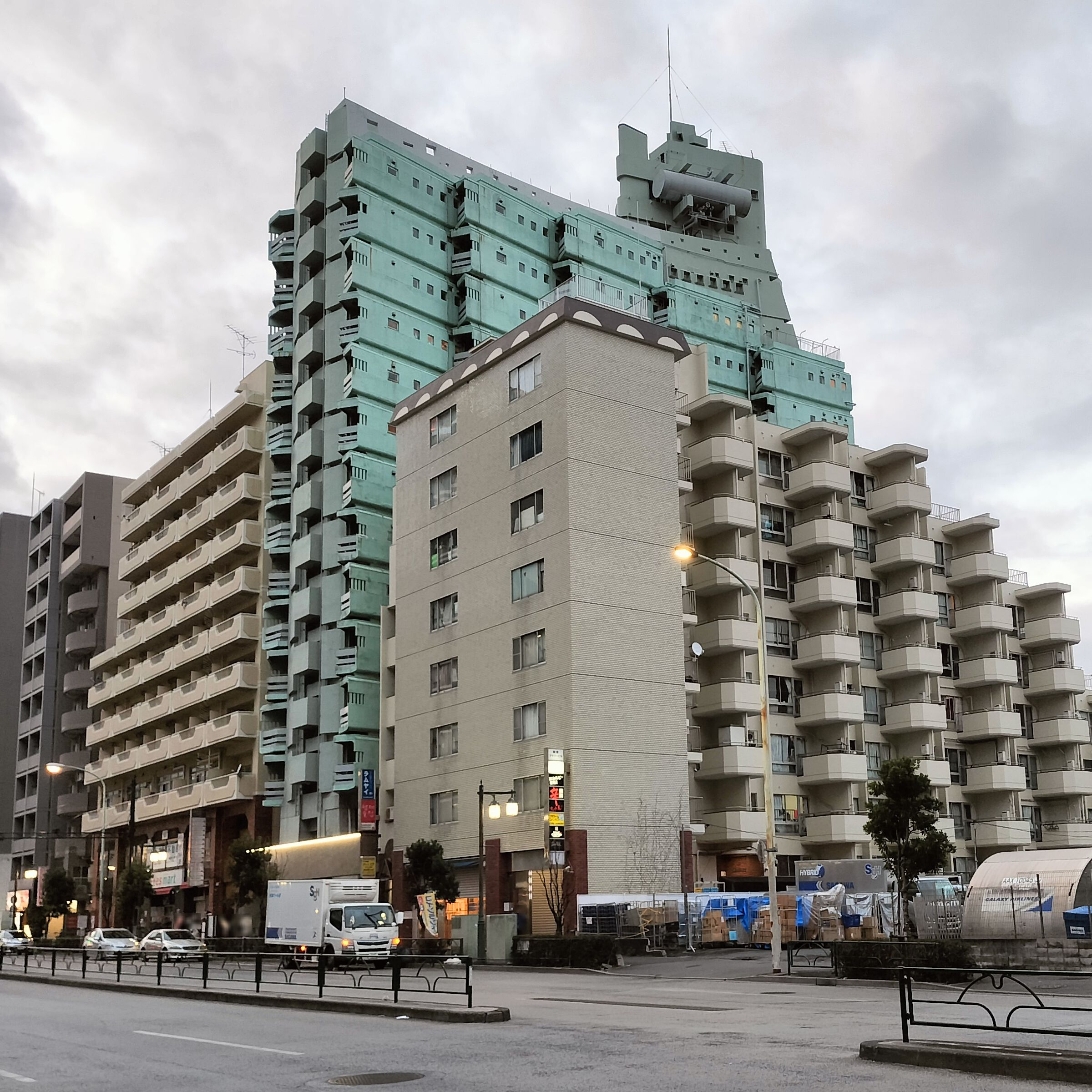
外観は緑色になった
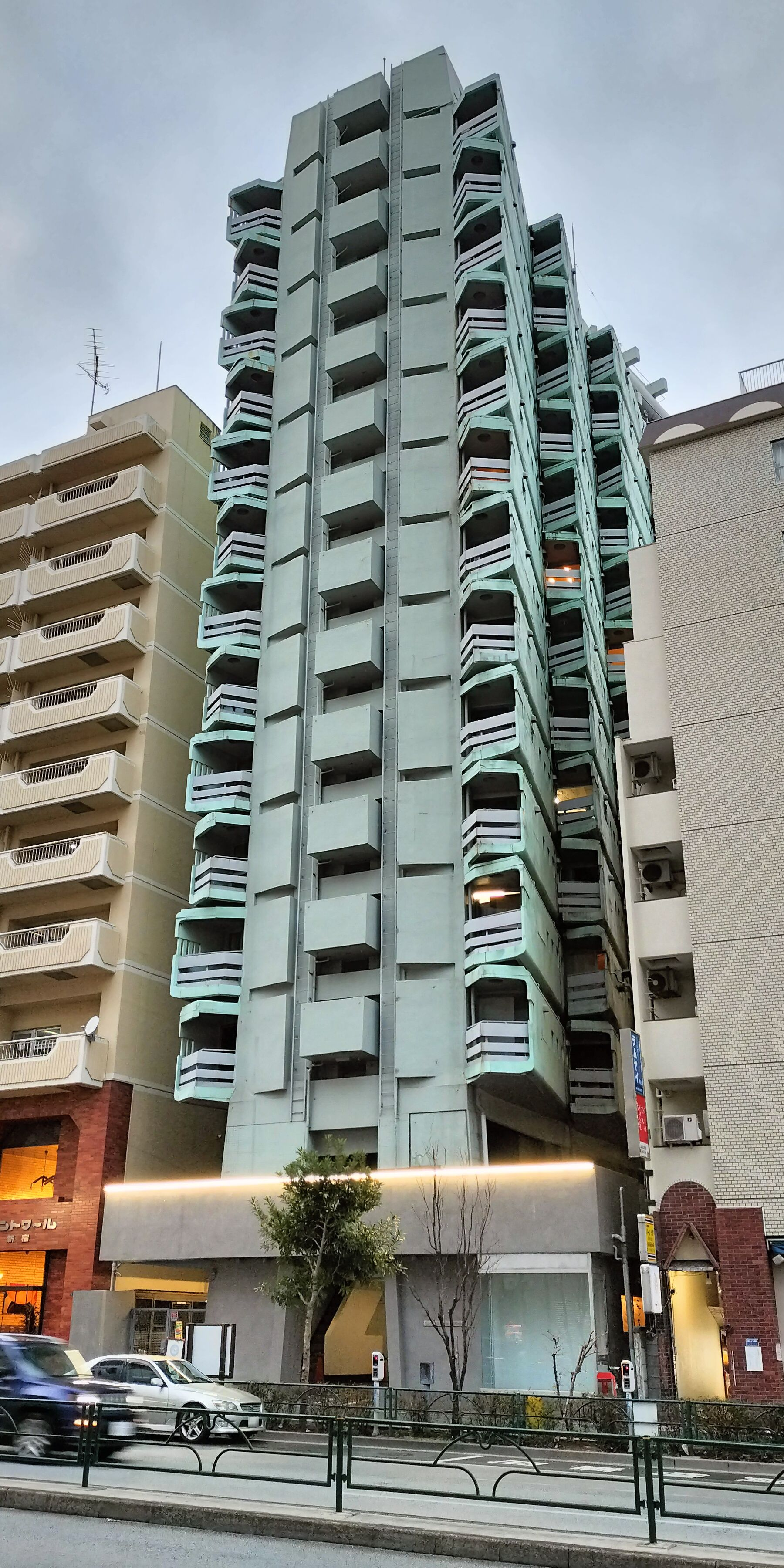
南側
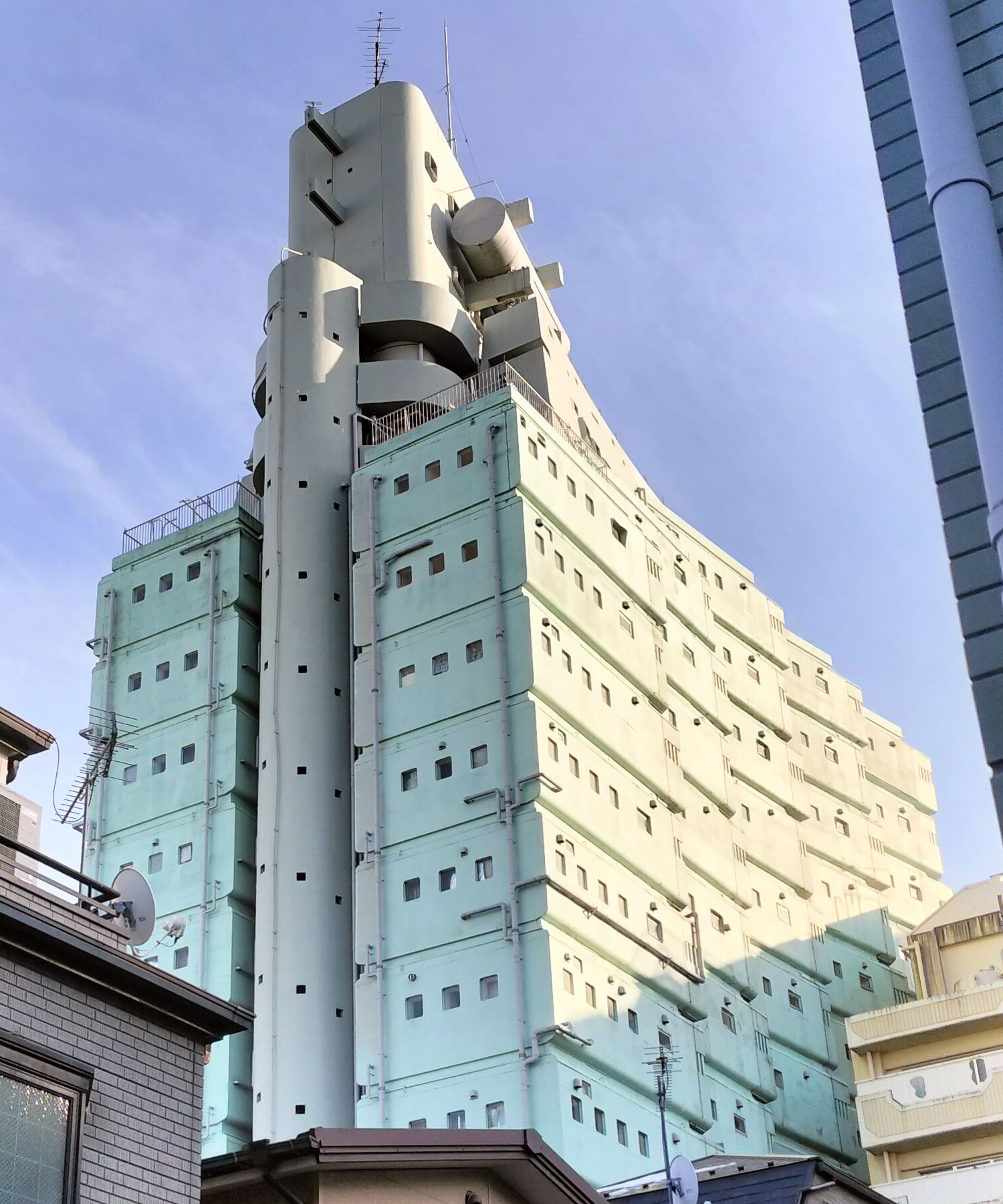
北西側
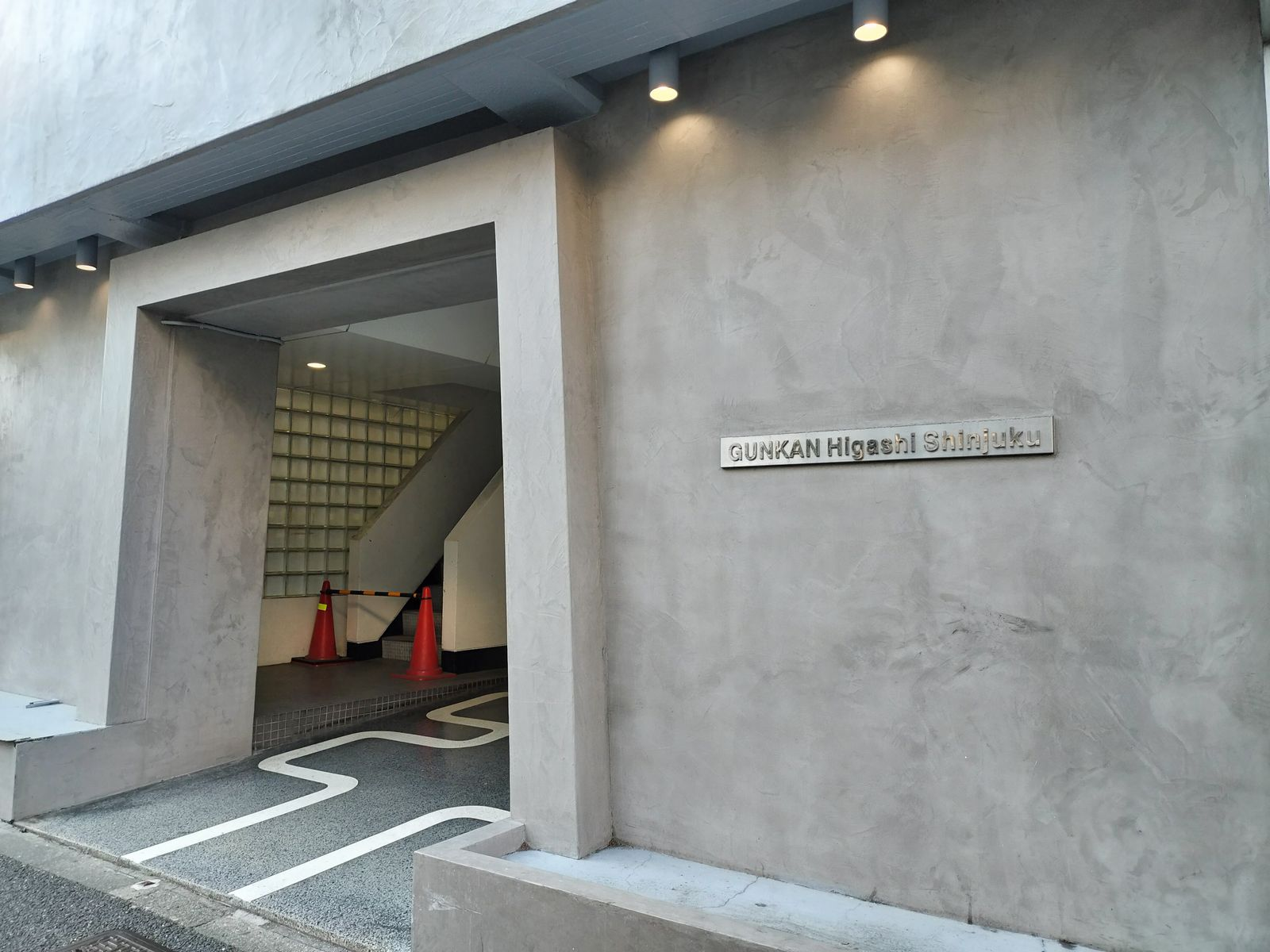
正面玄関
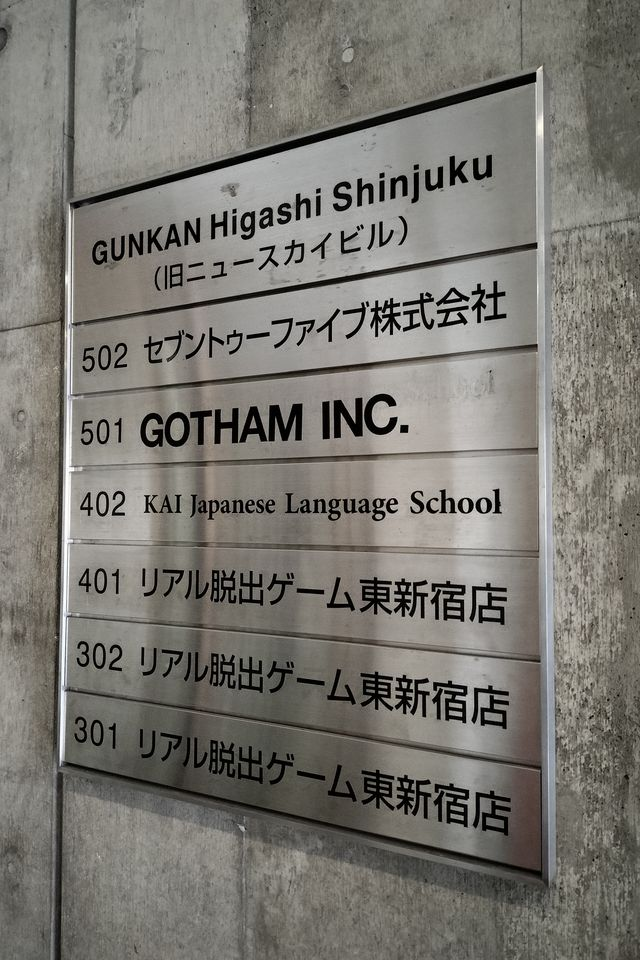
入居者

### リノベーション前の様子

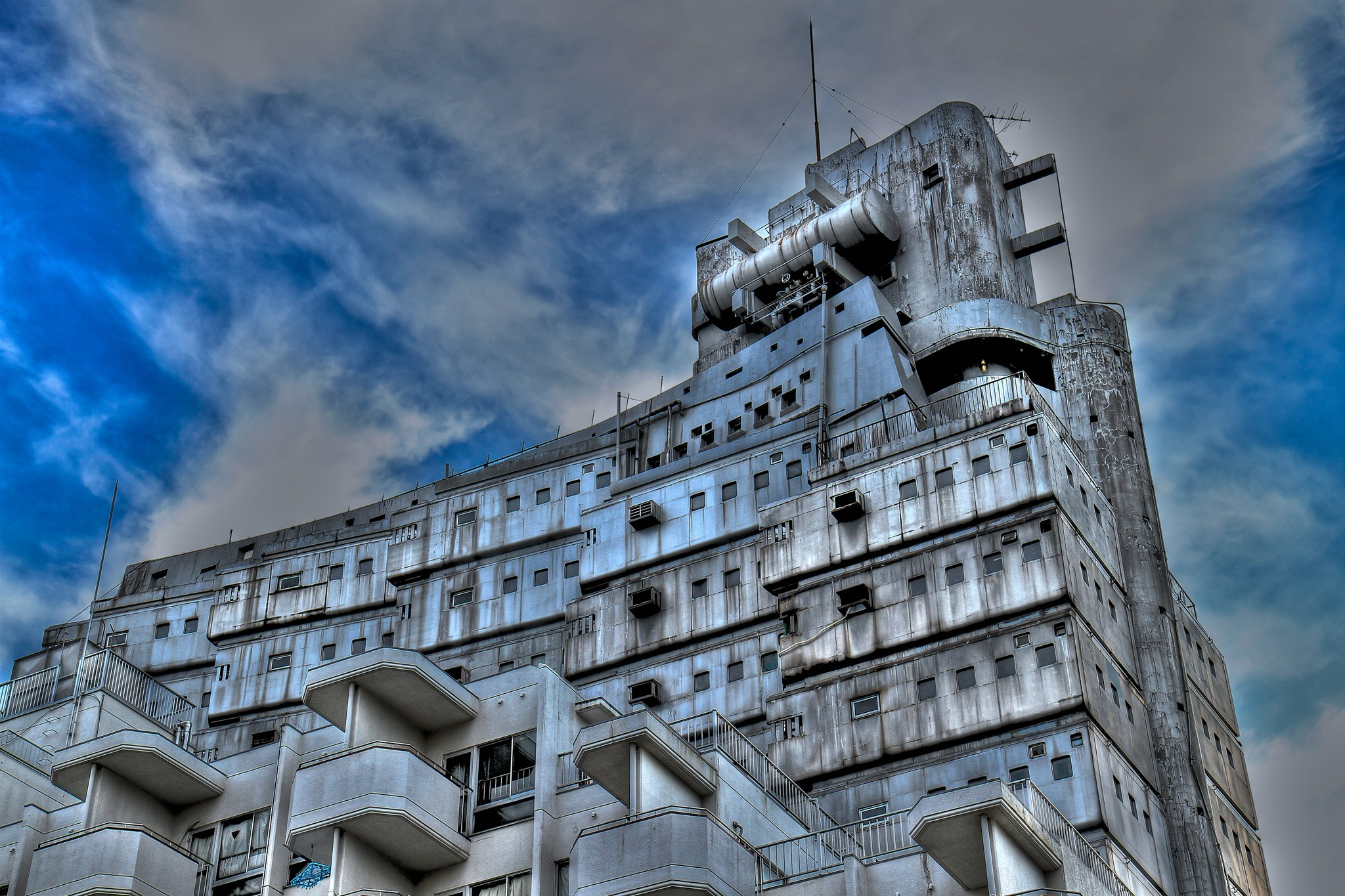
北東側（2010年）
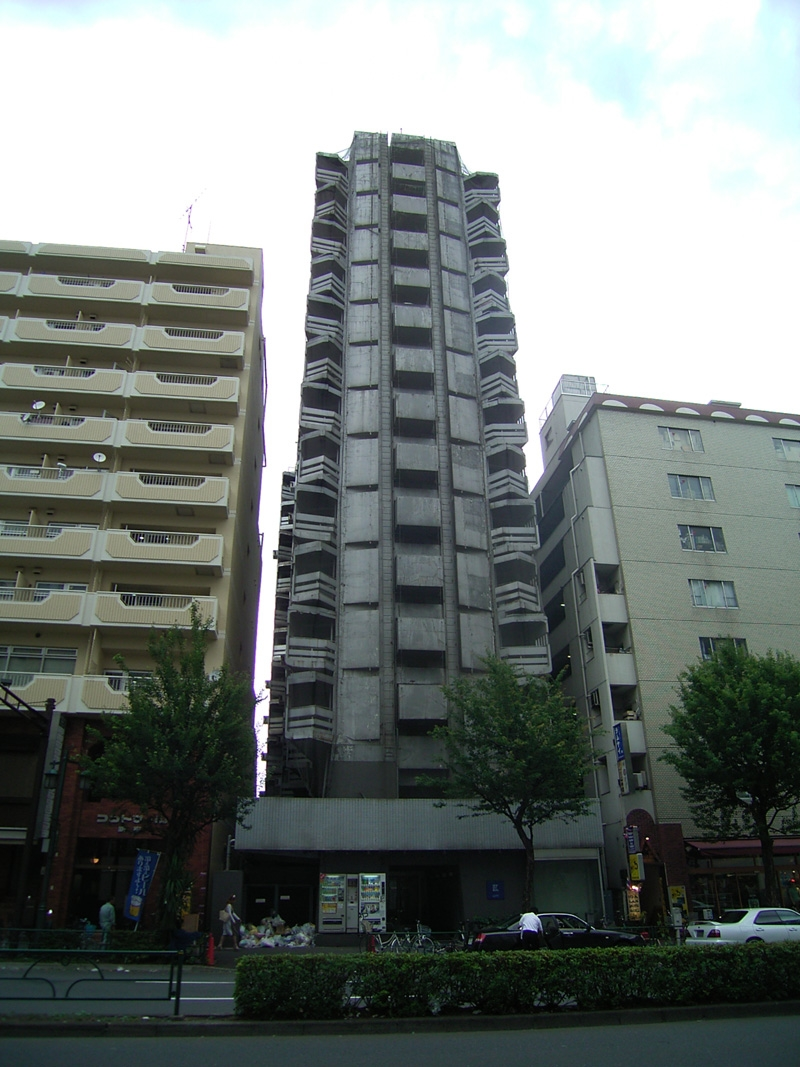
南側（2007年）
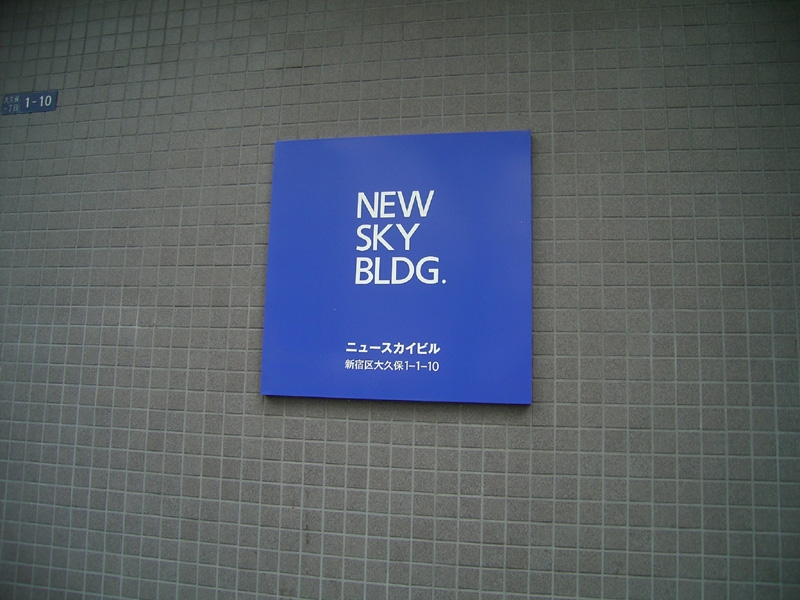
ビル名表示（2007年）